# Dušan Ludvik
Dušan Ludvik, slovenski literarni zgodovinar, filolog, jezikoslovec, pesnik in prevajalec, etnolog/folklorist * 13. december 1914, Braslovče, † 12. junij 2001, Ljubljana.

## Življenje in delo
Po končani češki gimnaziji na Dunaju je študiral bohemistiko, germanistiko in bibliotekarstvo na Karlovi univerzi v Pragi, od leta 1940 pa tudi slovenistiko in primerjalno književnost v Ljubljani. Leta 1944 je diplomiral.
Med letoma 1942 in 1943 je bil v italijanski internaciji. Od 1944 do 1954 je delal kot bibliotekar v NUK-u, od leta 1952 pa je bil honorarni predavatelj za nemško zgodovinsko slovnico na Filozofski fakulteti v Ljubljani. Izpopolnjeval se je na univerzah v Göttingenu (1952) in Heidelbergu (1955/56), leta 1955 pa je doktoriral z disertacijo Nemško gledališče v Ljubljani do leta 1790 (COBISS).
Do upokojitve 1983 je na Filozofski fakulteti ljubljanske univerze predaval nemški jezik in nemško književnost, od 1966 kot izredni in od 1973 kot redni profesor. Od 1962 do 1983 je bil tudi predstojnik katedre za nemški jezik in književnost na Oddelku za germanistiko. Znanstveno je proučeval predvsem zgodovino nemških potujočih gledaliških skupin v Sloveniji v 17. in 18. stoletju, etimološka vprašanja iz zgodovine slovensko-nemških jezikovnih stikov, iz literarne zgodovine pa obdobje Franceta Prešerna in Matije Čopa ter vprašanja iz slovenske folklore.
Prve pesmi, pisane v češčini, je objavil v dunajskem listu Útěcha. Po prihodu v Ljubljano se je pridružil mlajšemu rodu pesnikov, ki so se zbirali okoli revije Dom in svet, in s pesmimi sodeloval tudi v Modri ptici, Mladiki, Umetnosti, Obzorjih, po 1945 v Novem svetu, Naši sodobnosti, Sodobnosti, Novih obzorjih, Dialogih. V poeziji prehaja od zgodnjega optimizma prek vojnih grozot k bivanjskim vprašanjem posameznikove razpetosti med osebnim in splošnim, iz katere išče izhod v novem upanju. Z oblikovno strogo vezanimi rimami je pogosto  obnavljal starejše pesniške oblike iz francoske in italijanske književnosti. Prevajal je poezijo iz evropske romantike (Goethe, Adam Mickiewicz, Karel Hynek Mácha) in novejših književnosti (Aleksander Blok, Peter Bezruč, Jaroslav Durych) ter srednjeveško in moderno nemško poezijo. Prevedel je spomine Ernestine Jelovšek na Prešerna (1986) in Izbrane spise I A. Fistra (1987). V češčino je prevajal pesmi Otona Župančiča.
Priznanja, ki jih je dobil, so: Goethejeva medalja v zlatu (Nemčija), Orden rada z zlatim vencem, odlikovanje Prosvetnega društva Braslovče, Nagrada Kidričevega sklada itd.

## Izbrana bibliografija

### Literarna zgodovina
- Nemško gledališče v Ljubljani do 1790. Ljubljana: Filozofska fakulteta, 1957. (COBISS)
- Untersuchungen zur spätmittelalterlichen deutschen Fachprosa: (Pferdebücher). Ljubljana: Filozofska fakulteta Univerze v Ljubljani, 1960. (COBISS)
- Srednjeveške in staronemške verzne oblike. [Ljubljana]: Državna založba Slovenije, 1978. (COBISS)
- Aliteracija in aliteracijski verz. Ljubljana: Državna založba Slovenije, 1982. (COBISS)
- Prešeren –  Jakac –  Čokan.  Maribor: Mariborska literarna družba, 1999. (COBISS)

### Pesniške zbirke
- S potepuško palico. Ljubljana: Zadružna Tiskarna, 1940. (COBISS)
- Mesci. Ljubljana: T. Jugoslovanska Tiskarna, 1940. (COBISS)
- Srce v vetru. Ljubljana: Nova založba, 1944. (COBISS)

- Čas kakor grenkoslad. Maribor: Obzorja, 1985. (COBISS)
- Pasijonski ciklus. Dialogi. Letn. 25, št. 5/6 (1989), str. 12–14. (COBISS)
- S hrepenenjem kot plazovi. Maribor: Obzorja, 1990.  (COBISS)

### Članki
- Čopov zapuščinski akt in Čopova knjižnica. Slavistična revija. Letn. 2, št. 1/2 (1949), str. 151–154. (COBISS)
- Dve pravdi.  Sodobnost. Letn. 37, št. 5 (1989), str. 556–559.[mrtva povezava] (COBISS)

### Druga dela
- Trije sodobni češki katoliški pesniki: Zahradníček, Lazecký, Reně. Ljubljana: Katoliško tiskovno društvo, 1941. (COBISS)
- Dragotin Kette: Zbrano delo. Ljubljana: Ljudska Tisk., 1941. (COBISS)
- Prešeren –  varuh Lovšinovih otrok. [Ljubljana]: [s. n.], [1950]. (COBISS)
- Abecedni stvarni katalog (ASK): (pravila in navodila). Ljubljana: Narodna in univerzitetna knjižnica, 1982. (COBISS)